# دونالد بارتلمی
دونالد بارتلمی (به انگلیسی: Donald Barthelme) (زاده ۱۹۳۱ – درگذشته ۱۹۸۹) نویسندهٔ پست‌مدرنیست آمریکایی بود. او همچنین به عنوان خبرنگار روزنامه، سردبیر مجله، مدیر موزه و استاد دانشگاه کار کرد. او یکی از بنیان‌گذاران اصلی رشتهٔ نویسندگی خلاق دانشگاه هوستون بود.

## زندگی
دونالد بارتلمی در سال ۱۹۳۱ در فیلادلفیا به دنیا آمد. دو سال بعد خانوادهٔ او به تگزاس نقل مکان کردند، در آنجا پدر بارتلمی استاد معماری در دانشگاه هوستون شد. در همین دانشگاه بارتلمی در رشتهٔ روزنامه‌نگاری تحصیل کرد. او در سال ۱۹۵۳ به جنگ کره اعزام گشت و در آن‌جا در یک روزنامهٔ ارتشی کار می‌کرد. بعد از بازگشت به آمریکا تحصیلات خود را در رشتهٔ فلسفه دانشگاه هوستون ادامه داد، اما در سال ۱۹۵۷ بدون گرفتن مدرک از ادامهٔ تحصیل منصرف شد.
در سال ۱۹۶۱ اولین داستان کوتاه اش را منتشر ساخت.

### زندگی شخصی
بارتلمی چهار بار ازدواج کرد، از همسر سومش صاحب دختری به نام آنی و از همسر چهارمش صاحب دختر دومش، کیت، شد.

### درگذشت
دونالد بارتلمی در سال ۱۹۸۹ به علت سرطان درگذشت.

## زندگی ادبی
دانلد بارتلمی را عموماً پدرِ داستان‌های پسانوگرا می‌دانند. او در گونهٔ علمی‌تخیلی و خیال‌پردازی هم فعالیت داشته‌است. بارتلمی هرگز نویسندهٔ علمی تخیلی و خیال‌پردازی نبود، اما آثاری جریان‌ساز خلق کرد که از پیشروترین آثار موج‌نوی علمی‌تخیلی و سایبرپانک محسوب می‌شود.

### مجموعه داستان
- برگرد، دکتر کالیگاری، ۱۹۶۴
- تمرین‌های نا گفتنی، رفتارهای غیرطبیعی، ۱۹۶۸
- زندگی شهری، ۱۹۷۰
- اندوه، ۱۹۷۲
- لذت گناه آلود، ۱۹۷۴
- آماتورها، ۱۹۷۶
- روزهای بزرگ، ۱۹۷۹
- شصت داستان ۱۹۸۱
- شبانه به شهرهای خیلی دور، ۱۹۸۳
- بار سَم، ۱۹۸۷
- چهل داستان، ۱۹۸۷
- رابرت کندی از غرق شدن نجات یافت، ۱۳۸۸
- پیشگفتاری بر هیچ، ۱۳۹۳

### نوول‌ها
- سپید برفی، ۱۹۶۷
- پدر مرده، ۱۹۷۵
- پارادایز، ۱۹۸۶
- شاه، ۱۹۹۰
- پادشاه (۱۳۹۳)

## پیوندها
- درباره دانلد بارتلمی[پیوند مرده]
- داستان کوتاه گزارش اثر بارتلمی[پیوند مرده]